# 水口飛呂
水口 飛呂（みずぐち ひろ、2002年1月14日 - ）は、北海道出身のプロサッカー選手。JFL・アトレチコ鈴鹿所属。ポジションはミッドフィルダー（MF）。

## 来歴
鹿児島県生まれで、小学校3年の時に仙台市に転居。そこで東日本大震災に罹災し、翌2012年に開かれた元日本代表選手による復興支援のサッカー教室に参加したことでサッカーに本格的にのめり込むことになる。
小学校6年の時に北海道に引っ越し（このため、出身地を北海道としている）、北海道コンサドーレ札幌の育成組織に入るが、U-18への昇格が出来なかったことで履正社高校への進学を決める。しかし、中学・高校と公式戦への出場機会は得られなかった。
高校卒業後、環太平洋大学へ進学し、サッカー部（IPU・環太平洋大学）で3年生のと期にトップチームに昇格すると、中国選抜やプレーオフ選抜の一員としてデンソーカップに出場し活躍した姿がレノファ山口FC関係者の目に止まり、2023年5月、2024年からの山口加入と2023年JFA・Jリーグ特別指定選手の承認が発表され、4試合出場した。
加入後はなかなか出場機会が得られず、2024年4月30日にJFL・アトレチコ鈴鹿クラブに育成型期限付き移籍。

## 所属クラブ
- S.KSC
- 北海道コンサドーレ札幌U-12
- 北海道コンサドーレ札幌U-15
- 履正社高校
- IPU・環太平洋大学
  - 2023年5月 - 12月 レノファ山口FC（特別指定選手）
- 2024年 -   レノファ山口FC
  - 2024年4月 -  アトレチコ鈴鹿（期限付き移籍）

## 個人成績
| 国内大会個人成績 | 国内大会個人成績 | 国内大会個人成績 | 国内大会個人成績 | 国内大会個人成績 | 国内大会個人成績 | 国内大会個人成績 | 国内大会個人成績 | 国内大会個人成績 | 国内大会個人成績 | 国内大会個人成績 | 国内大会個人成績 |
| 年度             | クラブ           | 背番号           | リーグ           | リーグ戦         | リーグ戦         | リーグ杯         | リーグ杯         | オープン杯       | オープン杯       | 期間通算         | 期間通算         |
| 年度             | クラブ           | 背番号           | リーグ           | 出場             | 得点             | 出場             | 得点             | 出場             | 得点             | 出場             | 得点             |
| 日本             | 日本             | 日本             | 日本             | リーグ戦         | リーグ戦         | リーグ杯         | リーグ杯         | 天皇杯           | 天皇杯           | 期間通算         | 期間通算         |
| ---------------- | ---------------- | ---------------- | ---------------- | ---------------- | ---------------- | ---------------- | ---------------- | ---------------- | ---------------- | ---------------- | ---------------- |
| 2023             | 山口             | 43               | J2               | 4                | 0                | -                | -                | -                | -                | 4                | 0                |
| 2024             | 山口             | 27               | J2               | 0                | 0                | 0                | 0                | -                | -                | 0                | 0                |
| 2024             | 鈴鹿             | 29               | JFL              | 16               | 0                | -                | -                | -                | -                | 16               | 0                |
| 2025             | 鈴鹿             | 18               | JFL              |                  |                  | -                | -                |                  |                  |                  |                  |
| 通算             | 日本             | 日本             | J2               | 4                | 0                | 0                | 0                | -                | -                | 4                | 0                |
| 通算             | 日本             | 日本             | JFL              | 16               | 0                | -                | -                | -                | -                | 16               | 0                |
| 総通算           | 総通算           | 総通算           | 総通算           | 20               | 0                | 0                | 0                | -                | -                | 20               | 0                |

- 2023年は特別指定選手